# Сейла Еат

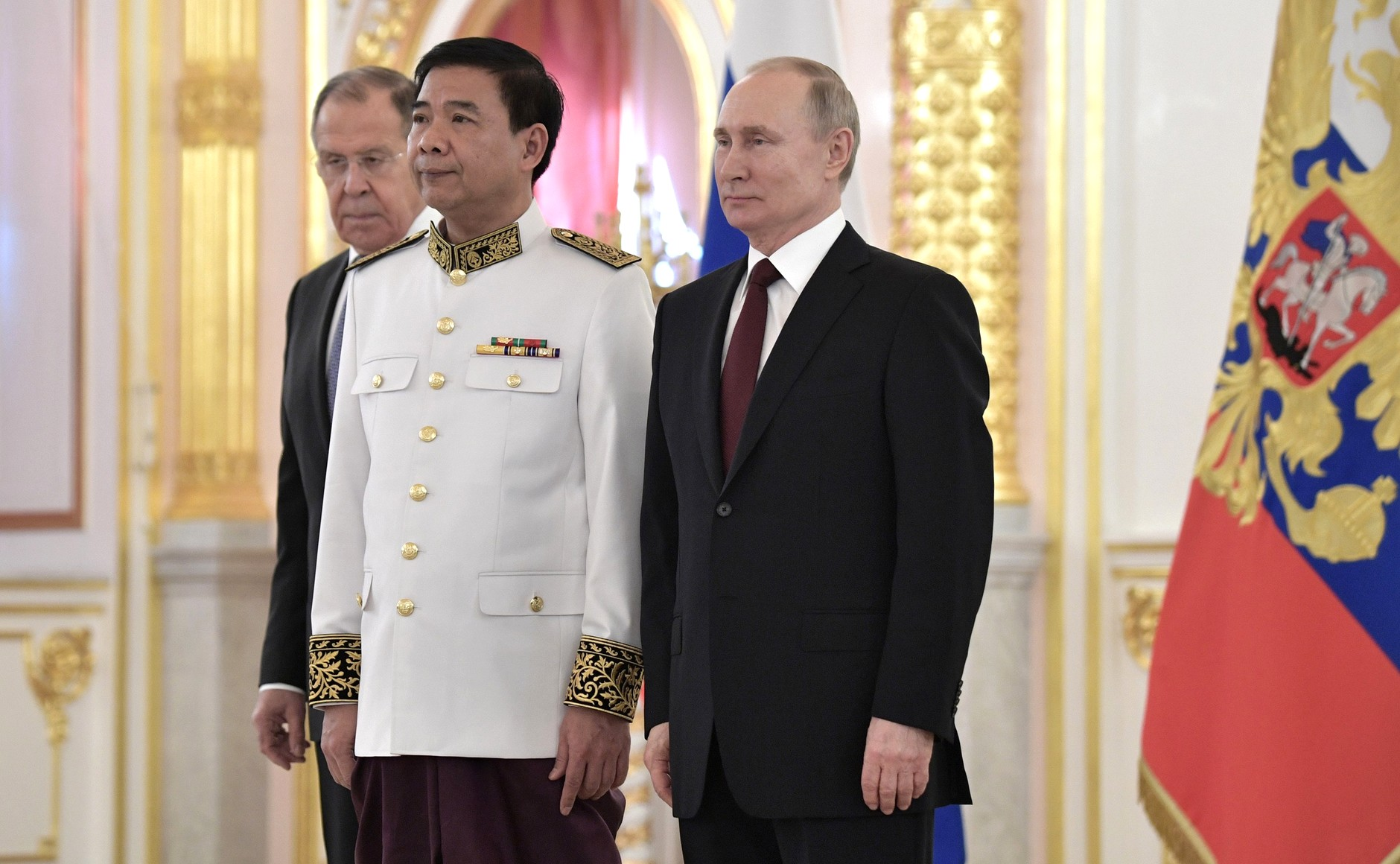
Господин Сейла Еат на церемонии вручения верительных грамот президенту В. В. Путину

Сейла Еат (អ៊ាត សីលា) — камбоджийский дипломат.
Полномочный посол Королевства Камбоджа в Республике Армения, занимающий этот пост с 24 ноября 2021 года. Полномочия посла Сейла Еат осуществляет из резиденции, расположенной в Москве. Сейла Еат также являлся полномочным послом Королевства Камбоджа в Российской Федерации, позднее был заменён на этом посту господином Панёй Пичкхуном.
5 февраля 2020 года господин Сейла Еат в составе делегации из 23 послов иностранных государств принял участие в традиционной церемонии вручения верительных грамот Президенту Российской Федерации Владимиру Владимировичу Путину.
24 ноября 2020 года Сейла Еат в составе делегации из 6 послов иностранных государств принял участие в церемонии вручения верительных грамот Президенту Республики Беларусь Александру Григорьевичу Лукашенко.